# Селіште-де-Вашкеу
Селіште-де-Вашкеу (рум. Săliște de Vașcău) — село у повіті Біхор в Румунії. Входить до складу комуни Кріштіору-де-Жос.
Село розташоване на відстані 355 км на північний захід від Бухареста, 85 км на південний схід від Ораді, 89 км на південний захід від Клуж-Напоки, 125 км на північний схід від Тімішоари.

## Населення
За даними перепису населення 2002 року у селі проживали 496 осіб, з них 493 особи (99,4%) румунів. Рідною мовою 493 особи (99,4%) назвали румунську.